# Ико
Ико (порт. Icó)  —  муниципалитет в Бразилии, входит в штат Сеара. Составная часть мезорегиона Юго-центральная часть штата Сеара. Входит в экономико-статистический  микрорегион Игуату. Население, по данным переписи 2022 года составляло 62 642 чел. По сравнению с переписью 2010 года численность населения изменилась на -2 715 чел., то есть на -0,35%. Плотность населения составляет 33,57 чел./км².
Праздник города — 25 октября.

## История
Город основан в 1738 году.

## Статистика
- Валовой внутренний продукт на 2004 составляет 85.545.000,00 реалов (данные: Бразильский институт географии и статистики).
- Валовой внутренний продукт на душу населения на 2004 составляет 1.345,00 реалов (данные: Бразильский институт географии и статистики).
- Индекс развития человеческого потенциала на 2000 составляет 0,607 (данные: Программа развития ООН).

## География
Климат местности: полупустыня.